# Ante Bonačić
Antun Bonačić (Split, 12. lipnja 1905. – 25. rujna 1948.) je bivši hrvatski nogometaš.
Bio je jedan od najtalentiranijih igrača čuvene generacije splitskog Hajduka, koju je legendarni trener Luka Kaliterna predvodio do dvije titule prvaka države, 1927. i 1929. godine. Tijekom 1926. godine odigrao je svoju stotu jubilarnu utakmicu u dresu splitski "bili".
Igrao je na poziciji lijeve spojke. Jedno vrijeme je igrao iu Francuskoj za Olympique iz Marseillea. Dosta rano je prekinuo svoju nogometnu karijeru. Diplomirao je na Ekonomskom fakultetu u Zagrebu.
Uz jednu utakmicu za B momčad 1928. godine, odigrao je osam utakmica i postigao dva gola za reprezentaciju Jugoslavije. Debitirao je 28. rujna 1924. na utakmici protiv Čehoslovačke (0:2), na kojoj je u sastavu bilo deset igrača Hajduka. Postigao je dva gola i to oba protiv Rumunjske. Prvi gol je postigao 10. svibnja 1927. u Bukureštu, a drugi 4. svibnja 1930. u Zagrebu. Od reprezentacije se oprostio 25. listopada 1931. u prijateljskom susretu protiv  Poljske (3:6) u Poznanu.
Za Hajduk je odigrao 253 utakmice i dao 118 glova. Stradao je 25. rujna 1948. prilikom pokušaja ilegalnog prelaska talijanske granice.
Statistika u Hajduku
| Natjecanje        | Nastupi | Zgoditci |
| ----------------- | ------- | -------- |
| Prvenstvo         | 58      | 20       |
| Kup               | 6       | 6        |
| Superkup          | 0       | 0        |
| Međunarodne       | 2       | 1        |
| Splitski podsavez | 17      | 29       |
| Ukupno            | 83      | 56       |
| Prijateljske      | 170     | 62       |
| Sveukupno         | 253     | 118      |

Prvi službeni nastup ima još u splitskom podsavezu 15. svibnja 1922. protiv Splita. Ulazi u početnom sastavu. Hajduk je pobijedio s 5:0, a golove su postigli njegov brat Mirko (3), Radić i Tagliaferro.

## Bonačići u Hajduku
- Aljoša Bonačić
- Ćiril Bonačić
- Jerko Bonačić, brat Mirka i Ante Bonačića
- Krunoslav Bonačić
- Luka Bonačić
- Mirko Bonačić, brat Jerka i Ante Bonačića
- Petar Bonačić
- Žarko Bonačić

## Vanjske poveznice
- Profil na reprezentacija.rs